# Kolā Sangīān
Kolā Sangīān (persiska: كلا سنگيان) är en ort i Iran.   Den ligger i provinsen Golestan, i den norra delen av landet, 280 km öster om huvudstaden Teheran. Kolā Sangīān ligger 96 meter över havet och antalet invånare är 476.
Terrängen runt Kolā Sangīān är kuperad åt sydost, men åt nordväst är den platt.Runt Kolā Sangīān är det ganska tätbefolkat, med 207 invånare per kvadratkilometer. Närmaste större samhälle är Gorgan, 12,5 km öster om Kolā Sangīān. Trakten runt Kolā Sangīān består till största delen av jordbruksmark.